# B. B. King
Riley B. King, známější spíše jako B. B. King (16. září 1925, Itta Bena, Mississippi, USA – 14. května 2015, Las Vegas, USA), byl americký bluesový kytarista, zpěvák a skladatel. Je považován za jednoho z nejlepších a nejuznávanějších bluesových umělců všech dob. Svým kytarám říkal již od 50. let „Lucille“. Zemřel ve věku 89 let 14. května 2015 v Las Vegas, kde v době před smrtí žil.

## Umělecká léta
Nahrávat začal v roce 1949 u společnosti RPM Records v Los Angeles. Producentem mnoha jeho raných nahrávek byl Sam Phillips, jenž později založil nahrávací společnost Sun Records. King pracoval i jako DJ v Memphisu, kde dostal přezdívku „Beale Street Blues Boy“ (bluesový klučina z ulice Beale Street), která byla později zkrácena na B. B.
V 50. letech se stal jedním z nejvýznamnějších muzikantů v oblasti Rhythm & Blues. Na působivém seznamu hitů z jeho dílny jsou písně jako „You Know I Love You“, „Woke Up This Morning“, „Please Love Me“, „When My Heart Beats like a Hammer“, „Whole Lotta Love“, „Bad Luck“, „Sweet Little Angel“, „On My Word of Honor“, a „Please Accept My Love“. V roce 1962 se King upsal společnosti ABC-Paramount Records.
Své legendárním album Live at the Regal nahrál King při svém vystoupení v chicagském divadle Regal Theater v listopadu roku 1964.
Poprvé se dočkal úspěchu v jiné než bluesové oblasti v roce 1969, a to díky remaku písně Raye Hawkinse „The Thrill Is Gone“. Píseň se stala hitem jak R&B hitparád, tak i popových hitparád, což bylo pro umělce hrajícího rhythm & blues naprosto ojedinělé. Tento song navíc skončil na 193. místě v žebříčku 500 nejlepších písní všech dob, který sestavil hudební magazín Rolling Stone. Velkou popularitu si King vysloužil také díky tomu, že v roce 1969 zahajoval netrpělivě očekávané turné „American Tour“ skupiny The Rolling Stones. Úspěchy následovaly i v letech sedmdesátých, kdy vyšly písně jako „To Know You Is to Love You“ a „I Like to Live the Love“. V období mezi lety 1951 a 1985 se Kingovy písně objevily v R&B hitparádách celkem čtyřiasedmdesátkrát.

## B. B. King a mainstream
V 80. a 90. letech a po roce 2000 natáčel čím dál méně. Ve své oslnivé a aktivní kariéře nadále pokračoval, avšak už jen prostřednictvím televizních show. V roce 1988 oslovil novou generaci fanoušků, když společně s irskou skupinou U2 natočil singl „When Love Comes to Town“, který se objevil na jejich albu Rattle and Hum. V roce 2000 pracoval King s kytaristou Ericem Claptonem na albu Riding With the King.
V roce 2003 následovalo vystoupení s rockovou skupinou Phish v New Jersey, kde zahrál tři ze svých hitů a s muzikanty více než třicet minut jamoval.
V červnu roku 2006 se zúčastnil slavnostního aktu na počest svého prvního rádiového vysílání v budově Three Deuces Building v Greenwoodu, ve státě Mississippi, kde byla odhalena další z pamětních desek Mississippské bluesové stezky (Mississippi Blues Trail).
Objevil se i na charitativním festivalu Crossroads Guitar Festival, který organizoval Eric Clapton. DVD záznam zachycuje Kinga, jak hraje spolu s Claptonem, Buddy Guyem a Jimmiem Vaughanem píseň „Rock Me Baby“.
V mnoha zemích světa se za ta léta, ať již v rádiu či v televizi, vysílala více než stovka jeho koncertů.
V červnu roku 2006 byla slavnostně zahájena výstavba Muzea B. B. Kinga, a to v Indianole, v Mississippi. Muzeum bylo otevřeno 13. září 2008. Dne 28. dubna 1998 vystoupil v Praze v Kongresovém centru (bývalý Palác Kultury) s českým bluesovým kytaristou Lubošem Andrštem. Podruhé hráli společně B. B. King a Luboš Andršt 9. července 2000 ve Zlíně, v klubu Golem.

## Turné na rozloučenou
Ve věku osmdesáti let, 29. května 2006, vystoupil King v sheffieldské Hallam aréně. Byl to úvodní koncert jeho rozlučkového turné po Velké Británii a Evropě. Na tomto turné si s ním zahrál bluesman a rocker Gary Moore, se kterým již dříve spolupracoval, mj. na písni „Since I Met You Baby“. Britská část turné byla zakončena 4. dubna na stadiónu ve Wembley.
Zpět do Evropy přijel v červenci. Tentokrát řekl své sbohem Švýcarsku, kde si zahrál celkem dvakrát (2. a 3. července) na 40. ročníku světově proslulého jazzového festivalu v Montreux a 14. července vystoupil také na festivalu Blues at Sunset v Zurichu. Při své show ve Stravinského sále v Montreux si zajamoval s hudebníky jako Joe Sample, Randy Crawford, David Sanborn, Gladys Knight, Lella James, Earl Thomas, Stanley Clarke, John McLaughlin, Barbara Hendrix či George Duke. Evropská část jeho Turné na rozloučenou byla zakončena 19. září 2006 v aréně D'Coque v Luxembourgu.
V listopadu a prosinci měl šest vystoupení v Brazílii. Během tiskové konference v Sao Paulu, 29. listopadu 2006, se ho jeden novinář zeptal, zda bude toto turné již skutečně poslední. Odpověděl: „Mým oblíbeným hercem je jeden muž ze Skotska jménem Sean Connery. Většina jej zná jako agenta Jamese Bonda 007. Natočil film s názvem Nikdy neříkej nikdy.“

## Diskografie
1. King of the Blues (1960)
2. My Kind of Blues (1960)
3. Live at the Regal (Live, 1965)
4. Lucille (1968)
5. Live and Well (1969)
6. Completely Well (1969)
7. Indianola Mississippi Seeds (1970)
8. B.B. King In London (1971)
9. Live in Cook County Jail (1971)
10. Lucille Talks Back (1975)
11. Midnight Believer (1978)
12. Live "Now Appearing" at Ole Miss (1980)
13. There Must Be a Better World Somewhere (1981)
14. Love Me Tender (1982)
15. Why I Sing the Blues (1983)
16. B.B. King and Sons Live (Live, 1990)
17. Live at San Quentin (1991)
18. Live at the Apollo (Live, 1991)
19. There is Always One More Time (1991)
20. Deuces Wild (1997)
21. Riding with the King (2000)
22. Reflections (2003)
23. The Ultimate Collection (2005)
24. B. B. King & Friends: 80 (2005)